# Premio L'H Confidencial
El Premio Internacional de Novela Negra L'H Confidencial, más conocido simplemente como Premio L'H Confidencial, es un premio literario anual, otorgado desde 2007 a la mejor obra inédita de novela negra en castellano o catalán.  En él pueden participar escritores de cualquier nacionalidad con obras originales que no hayan conseguido otros premios.
Está convocado por el Ayuntamiento de Hospitalet de Llobregat y una editorial, y promovido por la Biblioteca La Bòbila. Dicha editorial fue la catalana Roca Editorial entre 2007 y 2022, y la también catalana Editorial Clandestina, a partir de esa fecha.
El premio está dotado con 12.000 €, en concepto de adelanto por los derechos de autor, y la publicación de la obra en la editorial convocante.
El jurado que otorga el premio está compuesto por el concejal de Cultura del Ayuntamiento de Hospitalet, el director de la Biblioteca La Bòbila, dos lectores del club de lectura de novela negra de dicha biblioteca, un representante de la editorial convocante y tres expertos reconocidos en novela negra.

## Autores y obras ganadoras
| Año  | Ganador                   | Obra                                         | Publicación                      |
| ---- | ------------------------- | -------------------------------------------- | -------------------------------- |
| 2007 | Joaquín Guerrero Casasola | Ley garrote                                  | Roca Editorial 978-84-96544-95-6 |
| 2008 | Raúl Argemí               | Retrato de familia con muerta                | Roca Editorial 978-84-96791-99-2 |
| 2009 | Julián Ibáñez             | El baile ha terminado                        | Roca Editorial 978-84-92429-82-0 |
| 2010 | Erlantz Gamboa            | Caminos cruzados                             | Roca Editorial 978-84-9918-066-3 |
| 2011 | Cristina Fallarás         | Las niñas perdidas                           | Roca Editorial 978-84-9918-264-3 |
| 2012 | Rafael Alcalde            | La llamada de un extraño                     | Roca Editorial 978-84-9918-445-6 |
| 2013 | Mariano Sánchez Soler     | El asesinato de los marqueses de Urbina      | Roca Editorial 978-84-9918-587-3 |
| 2014 | Nacho Cabana              | La chica que llevaba una pistola en el tanga | Roca Editorial 978-84-9918-719-8 |
| 2015 | Daniel Santiño            | Los crímenes del opio                        | Roca Editorial 978-84-9918-924-6 |
| 2016 | Vladimir Hernández        | Indómito                                     | Roca Editorial 978-84-16306-88-6 |
| 2017 | Gonzalo Lema              | Que te vaya como mereces                     | Roca Editorial 978-84-16700-57-8 |
| 2018 | Premio desierto           | Premio desierto                              | Premio desierto                  |
| 2019 | David Monthiel            | Nuestra Señora de la Esperanza               | Roca Editorial 978-84-17541-07-1 |
| 2020 | Alberto Gil               | Las jaurías                                  | Roca Editorial 978-84-17968-19-9 |
| 2021 | Premio desierto           | Premio desierto                              | Premio desierto                  |
| 2022 | Alberto Valle             | Todos habían dejado de bailar                | Roca Editorial 978-84-18870-03-3 |
| 2023 | Premio desierto           | Premio desierto                              | Premio desierto                  |
| 2024 | Lluis Llort               | Demolició                                    |                                  |